# Biskopsstolen från Husaby

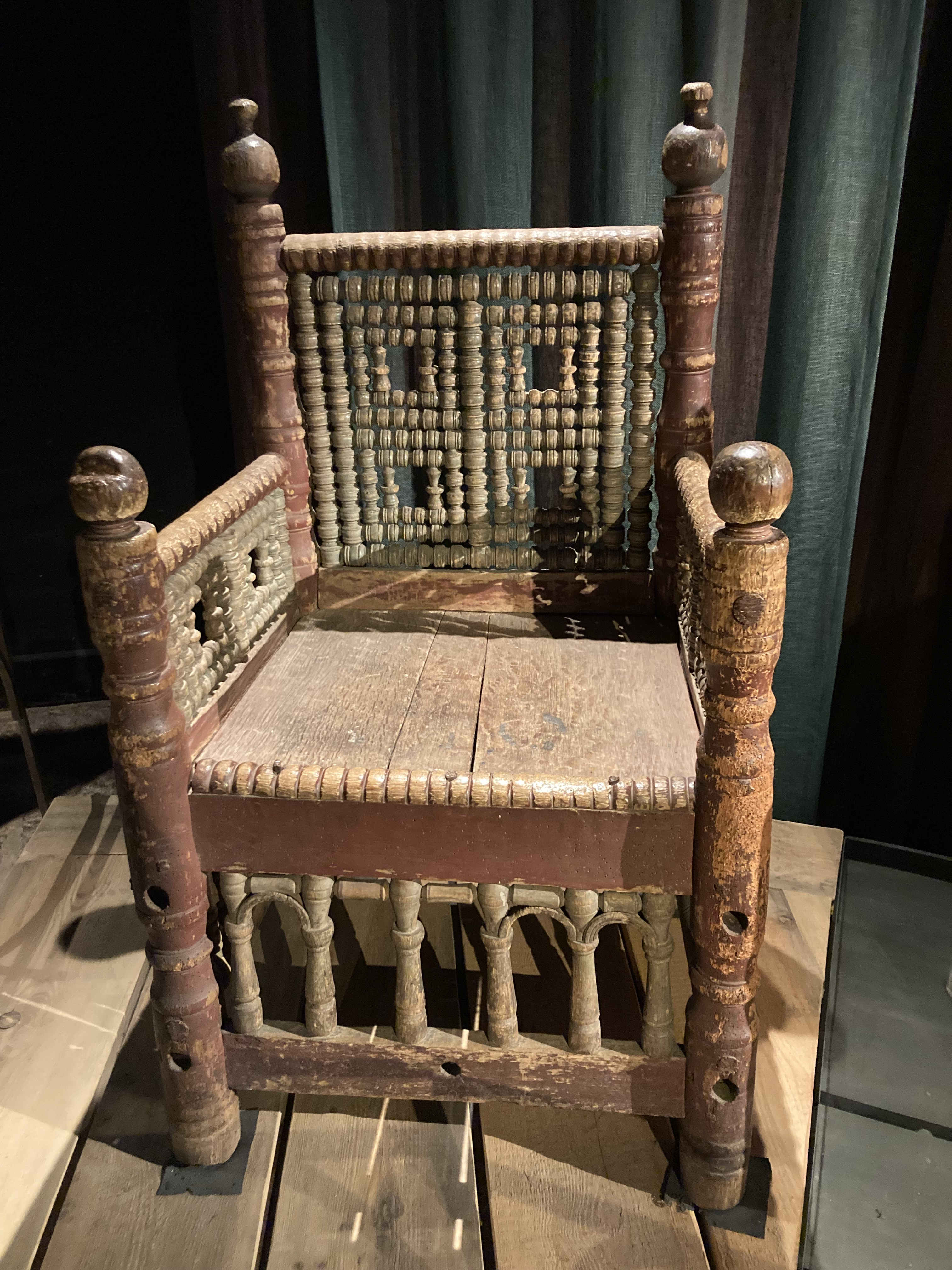
Biskopsstolen från Husaby.

Biskopsstolen från Husaby tillverkades troligen på 1100-talet eller möjligen 1200-talet och är därmed en av Sveriges äldsta bevarade möbler. 
Det är en korstol som ursprungligen var placerad i Husaby kyrka i Västergötland. Den är nu utställd på Västergötlands museum i Skara. Stolen är tillverkad i romansk stil och av ekträ. Spår av röd färg visar att den varit bemålad.
Ett ytterst fåtal biskopsstolar från tidig medeltid finns bevarade i Sverige. På Västergötlands museum finns även Suntakstolen. De placerades som ett högsäte längst fram i koret och användes av biskopar och andra betydelsefulla personer vid besök i kyrkan. Biskopsstolen från Husaby ställdes ut på världsutställningen i Paris 1867.